# Александр (Решетняк)
Архиепи́скоп Алекса́ндр (укр. Архієпископ Олександр, в миру Алекса́ндр Алексе́евич Решетня́к, укр. Олександр Олексійович Решетняк; род. 25 декабря 1954, Чмыровка, Старобельский район, Ворошиловградская область, Украинская ССР) — епископ Православной церкви Украины (с 2019).
Ранее — епископ Украинской православной церкви Киевского патриархата, архиепископ Богуславский (2013—2023), викарий Киевской митрополии.

## Биография
В 1970 году окончил восьмиклассную школу.
С 1970 по 1974 год учился в Старобельском медицинском училище.
С 1976 по 1979 год учился в Одесской духовной семинарии, а с 1979 по 1983 год обучался в Московской духовной академии.
В 1983 году назначен преподавателем Одесской духовной семинарии с несением послушания заведующего канцелярией и помощника инспектора.
14 августа 1983 года митрополитом Одесским и Херсонским Сергием (Петровым) был рукоположен в сан диакона (целибат), а впоследствии — в священника.
В 1986 году был направлен на пастырское служение клириком Подворья Русской православной церкви в Карловых Варах (Чехословакия).
В 1989 году был освобождён от обязанностей клирика Подворья Русской православной церкви в Карловых Варах и отпущен в юрисдикцию Чехословацкой православной церкви для временного пастырского служения.
В 1989 году митрополитом Пражским и всей Чехословакии Дорофеем (Филипом) назначен настоятелем Успенского русского православного прихода в Праге на Ольшанском кладбище. В 1990 году был награждён крестом с украшениями.
В 1991 году преподавал в Карловом университете на богословском факультете.
В 1993 году получил отпускную грамоту от Блаженнейшего Дорофея, митрополита Пражского.

## В составе Киевского патриархата
15 января 1994 года был пострижен в монашество с именем Александр (в честь Александра Невского) и возведён в достоинство архимандрита.
16 января 1994 года во Владимирском кафедральном соборе был хиротонисан во епископа Белоцерковского и 21 января 1994 года назначен викарием Киевской епархии, а также председателем экономического управления Украинской православной церкви Киевского патриархата.
22 октября 2004 года был возведён в сан архиепископа.
27 июля 2005 года решением Священного Синода назначен Председателем управления внешних церковных связей.
28 июня 2013 года определено иметь титул «Богуславский».

## В составе Православной церкви Украины
15 декабря 2018 года, на Объединительном соборе, вошёл в юрисдикцию новосозданной Православной церкви Украины

## Награды
- Орден святого равноапостольного князя Владимира Великого III степени (23 января 2004)
- Орден святого Николая Чудотворца (24 января 2012[3])